# Station Blachownia
Station Blachownia is een spoorwegstation in de Poolse plaats Kędzierzyn-Koźle.